# Lipkius holthuisi
Lipkius holthuisi is een garnalensoort uit de familie van de Nematocarcinidae. De wetenschappelijke naam van de soort is voor het eerst geldig gepubliceerd in 1960 door Yaldwyn.